# Thomas Southerne
Thomas Southerne (Oxmantown, 1660 – 26 maggio 1746) è stato un drammaturgo irlandese.

## Biografia
Nato vicino a Dublino studiò al Trinity College, entrando poi al Middle Temple (si tratta di una delle quattro Inns of Court londinesi, associazioni professionali alle quali ogni avvocato deve appartenere).
Il ruolo di Isabella nella pièce Fatal Marriage fu interpretato fra le altre da Sarah Siddons ed Elizabeth Barry, la sua prima opera fu scritta nel 1682.

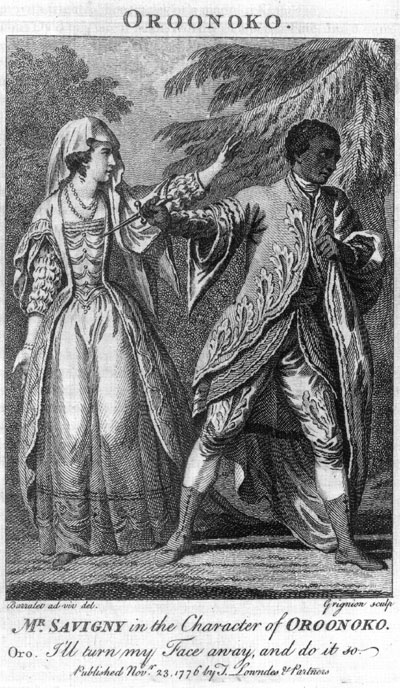
Oroonoko uccide Imoinda in una rappresentazione del 1776 dellOroonoko di Thomas Southerne

Portò al successo la versione teatrale di Oroonoko (un romanzo del 1688 scritto da Aphra Behn ), con il titolo: Oroonoko: una tragedia. Il dramma fu messo in scena nel 1695 e di qui pubblicato nel 1696, con una prefazione nella quale Southerne saluta l'opera ed esprime la sua gratitudine verso Aphra Behn. Il dramma riportò un grande successo e le edizioni puntualmente rinnovate del romanzo assicurarono la sua circolazione per tutto il XVIII secolo. L'adattamento resta globalmente fedele al romanzo, salvo un'importante eccezione: Imoinda nella tragedia era una donna bianca e come nell'Otello l'attore principale maschile recitava in blackface a un'eroina bianca.

## Opere
- The Persian Prince, or the Loyal Brother (1682);
- The Disappointment, or the Mother in Fashion (1684);
- The Wives Excuse, or Cuckolds make themselves (1692);
- The Maids Last Prayer; or Any rather than fail (1692);
- The Fatal Marriage, or the Innocent Adultery (1694);
- The Fate of Capua (1700);
- The Spartan Dame (1719);
- Money the Mistress (1729).